# Reliquiario del braccio di san Benedetto
Il reliquiario del braccio di san Benedetto era un'opera di oreficeria longobarda, in argento e gemmata, conservata nel duomo vecchio di Brescia.
Fu realizzato per contenere due ossa del braccio di san Benedetto che giunsero all'abbazia di Leno nell'VIII secolo nell'ambito di uno scambio di reliquie tra l'abbazia di Montecassino e Brescia, verosimilmente promosso da re Desiderio come fondatore del cenobio lenese. Attestato nella cattedrale bresciana dalla fine del XV secolo e ritenuto per secoli un manufatto altomedievale di grande valore storico e devozionale, nonché elemento probante dell'autenticità della reliquia, fu distrutto nel 1870 dalla fabbriceria del Duomo per ricavarne l'argento, suscitando indignazione da parte della comunità benedettina e di studiosi locali.
La parte superstite della reliquia, parzialmente riportata a Montecassino per ragioni di tutela dopo la scoperta della distruzione del deposito originale, è oggi esposta nel Duomo nuovo di Brescia, all'interno di un nuovo reliquiario appositamente realizzato nel 2005.

## Storia

### Dalle origini all'età moderna
Le origini della reliquia e del suo reliquiario sono legate alla fondazione dell'abbazia di Leno da parte di re Desiderio, nel 758, e ai rapporti stabiliti in quell'occasione con l'abbazia di Montecassino, da poco restaurata dal bresciano Petronace. In tale contesto si colloca lo scambio di reliquie tra le due istituzioni: almeno un osso del braccio di san Faustino fu inviato a Montecassino, mentre Leno ricevette le due ossa dell'avambraccio di san Benedetto. La reliquia sarebbe giunta a Leno con o tramite l'abate Ermoaldo e i suoi compagni, mandati a Leno da Montecassino per organizzare la vita spirituale del nuovo cenobio. La versione tradizionale, che vede in Petronace il fautore dello scambio di reliquie, è risultata incompatibile con le fonti longobarde e la cronologia degli eventi documentati.
Settecento anni dopo, la reliquia ricompare nella documentazione storica nel 1473 e 1475 a Brescia, quando prima in un inventario e poi in una ricognizione viene attestata nel tesoro del Duomo vecchio. In questi documenti è citato e sommariamente descritto anche il suo reliquiario in forma di braccio, lo stesso poi descritto nelle fonti successive, che non lascerà più la cattedrale fino alle vicende del tardo Ottocento.

### La distruzione

#### In sintesi
Nel 1870, durante l'assenza del vescovo Girolamo Verzeri, impegnato a Roma per il Concilio Vaticano I, il reliquiario longobardo fu smembrato e fuso dalla fabbriceria del Duomo per il recupero dell'argento. Assieme al reliquiario di san Benedetto vengono distrutti altri reliquiari a braccio di epoca imprecisata, tra cui quello contenente il braccio di sant'Anatalone, tradizionalmente identificato come primo vescovo di Brescia. L'operazione fu spregiudicata anche a livello religioso: le ossa furono private delle targhette di identificazione originali, sostituite da biglietti di carta, e furono riposte mescolate in una cassetta di legno mal conservata nella cappella delle Sante Croci. Il fatto restò sotto silenzio per ben sette anni, fino a che fu scoperto nell'ambito di alcune ricerche storiche in merito alla reliquia di san Benedetto.
Nel 1942 lo storico Paolo Guerrini pubblica un lungo carteggio di corrispondenza tra don Antonio Lodrini, sacerdote e storico bresciano (1812-1885), e don Claudio Buzzoni (1804-1880), padre benedettino bresciano di nascita e figura religiosa di spessore, che all'epoca risiedeva nell'abbazia di Praglia. Nel fitto scambio di lettere tra i due si può ricostruire la scoperta dell'avvenuta distruzione del reliquiario da parte di don Lodrini e gli avvenimenti successivi, culminati nel 1878 con l'arrivo a Brescia di un delegato dell'ordine di San Benedetto mandato direttamente da Montecassino per prendere in custodia la reliquia. Ulteriori dettagli sono stati identificati in note di diario conservate da don Lodrini e egualmente pubblicate da Guerrini. Di seguito si riportano gli estratti della corrispondenza pubblicati incentrati sull'affaire del reliquiario.

#### Dettagli

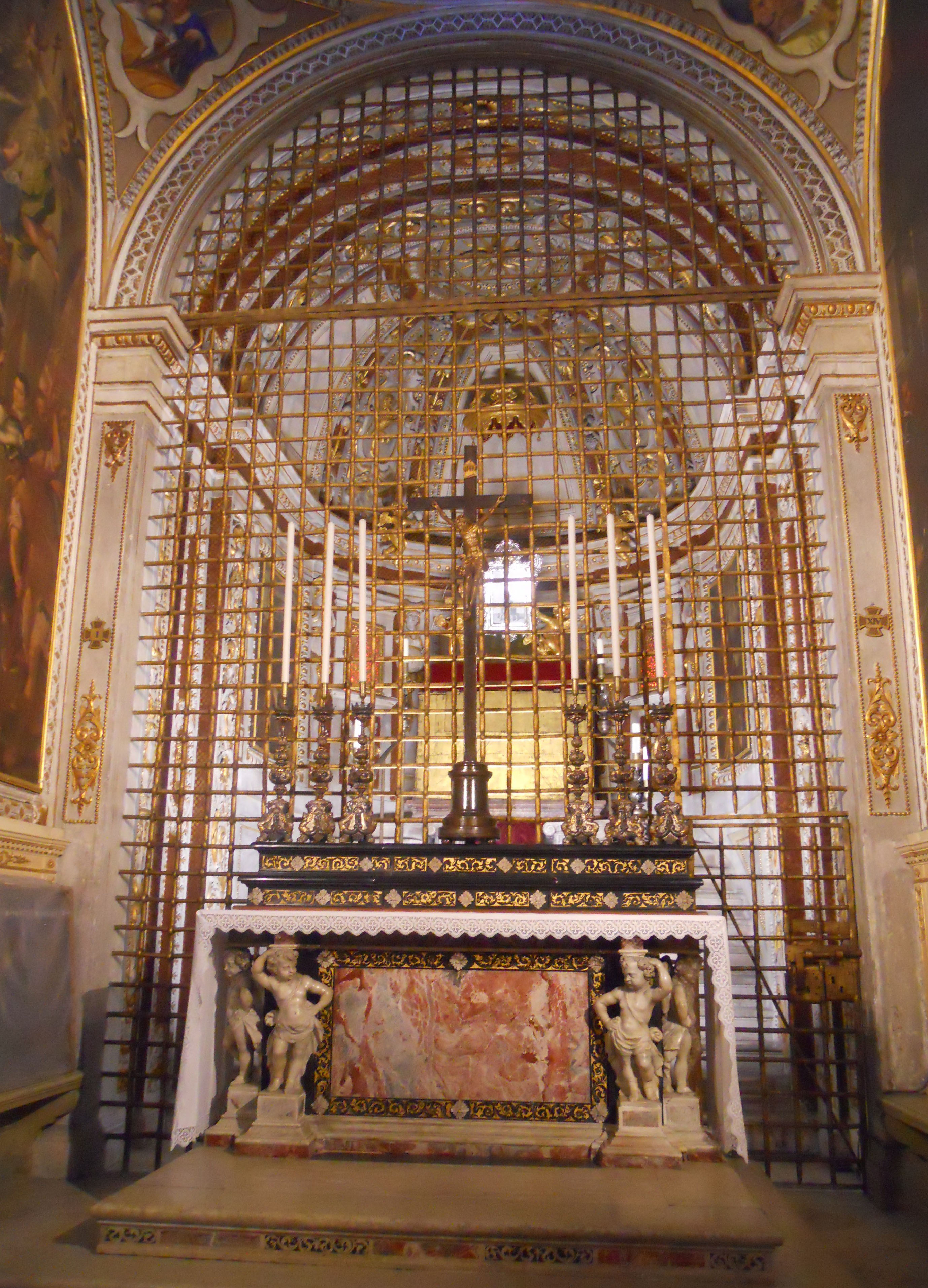
La cappella delle Sante Croci in Duomo vecchio, con l'inferriata dorata a protezione del luogo di conservazione del tesoro in cui era riposto anche il reliquiario di San Benedetto

Nel 1878 don Buzzoni era stato incaricato di compiere ricerche per conto del «Rev.mo abbate Tosti di Montecassino, al quale interessava conoscere se nell'Archivio del Duomo [di Brescia] esistesse l'antica autentica relativa all'identità del Braccio di S. Benedetto regalato al Comune di Brescia dall'Abate Petronace nel sec. 8°». Don Buzzoni, di stanza a Praglia e già corrispondente col bresciano don Lodrini, chiede a quest'ultimo di compiere tali ricerche per suo conto, promettendo di sdebitarsi.
Queste ricerche erano contestuali alle iniziative spirituali che Montecassino stava intraprendendo in vista del quattordicesimo centenario della nascita di san Benedetto, le cui celebrazioni si sarebbero tenute due anni dopo, nel 1880. Il recupero di reliquie autentiche, a sua volta, era funzionale a un'operazione culturale, spirituale e simbolica molto sentita nel cenobio cassinese, che sotto l'abate Nicola d'Orgemont si stava lentamente ricostituendo dopo le traumatiche soppressioni ottocentesche. In forza della plurisecolare narrazione dello scambio avvenuto in età longobarda, Montecassino vedeva nella reliquia bresciana un candidato di prim'ordine in termini di autenticità, senza per questo rinunciare a raccogliere tutta la documentazione probante.
Il 14 agosto 1877 don Lodrini risponde a don Buzzoni in merito a quanto scoperto:
(Don Antonio Lodrini da Guerrini, Lettera I, pp. 1-3., 14 agosto 1877.)
Don Buzzoni, dopo essersi confrontato con padre Luigi Tosti di Montecassino in merito alla precaria conservazione delle reliquie, risponde al bresciano don Lodrini:
(Don Claudio Buzzoni da Guerrini, Lettera IV, pp. 11-12., 11 settembre 1877.)
Don Buzzoni invita inoltre don Lodrini a informare e coinvolgere il vescovo Girolamo Verzeri. Don Lodrini risponde denunciando una concreta difficoltà a comunicare col vescovo, situazione forse responsabile in via collaterale della distruzione del manufatto:
(Don Antonio Lodrini da Guerrini, Lettera V, pp. 12-13., 13 settembre 1877.)
In risposta, don Buzzoni si dice pronto a intervenire privatamente presso monsignor Verzeri per «essere il rospo della sassata» e denunciare la faccenda, anche se questo comporta correre dei rischi personali, garantendo a don Lodrini che non sarà esposto. Lo invita quindi a valutare e poi comunicargli la decisione.
Da questo momento in poi, la corrispondenza tra i due si focalizza su questioni puramente bibliografiche, tra cui le richieste da parte di don Buzzoni di libri bresciani che sarebbero d'aiuto a ricostruire e confermare la storia della reliquia di san Benedetto. Trascorrono mesi, in cui la faccenda del reliquiario distrutto resta di fatto in sospeso, complici vari impegni personali, eventi di vario tipo e la lontananza da Montecassino dell'abate Nicola d'Orgemont e altri vertici della congregazione, andati in visita ai monasteri benedettini in Germania.
Finalmente nell'ottobre 1878, oltre un anno dall'inizio della vicenda, don Gaetano Pozzetti scrive al bresciano don Lodrini dall'abbazia di Montecassino:
(Don Gaetano Pozzetti da Guerrini, Lettera XIV, pp. 40-41., 7 ottobre 1878.)
La lettera di Nicola d'Orgemont non è pervenuta, mentre quella del cardinale Bartolini informa il vescovo di Brescia Girolamo Verzeri della spiacevole quanto imbarazzante situazione, che necessita di provvedimenti da parte di Montecassino:
(Card. Domenico Bartolini da Guerrini, Lettera XV, pp. 41-42., 4 ottobre 1878.)

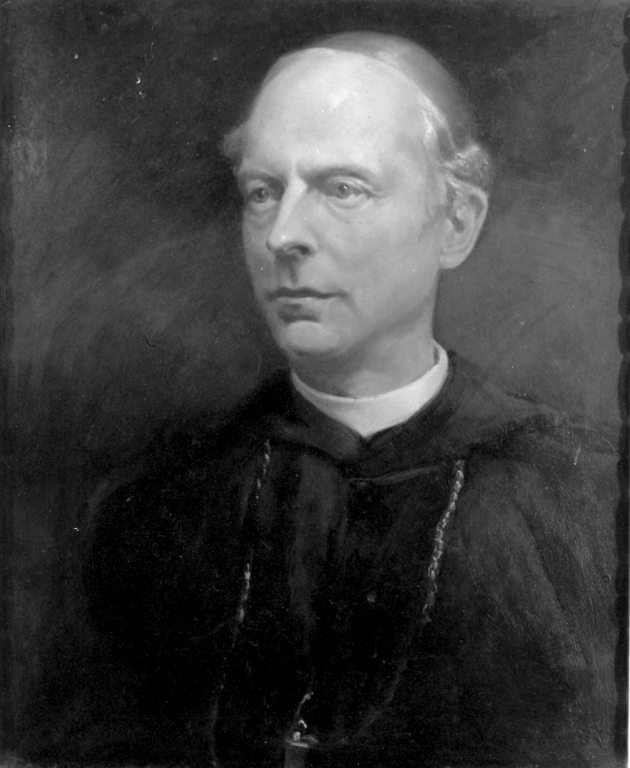
Giuseppe Quandel in un ritratto dell'epoca

Quanto accaduto di seguito è raccontato da don Lodrini stesso nel suo diario personale, in due passaggi pure pubblicati da Guerrini insieme al resto della corrispondenza. Oltre a raccontare il recupero della reliquia da parte di don Giuseppe Quandel, don Lodrini descrive ampiamente la vicenda della distruzione del reliquiario avvenuta otto anni prima, i cui dettagli erano riemersi nel corso della permanenza a Brescia del delegato cassinese. A corredo, un Promemoria contenente una sorta di giustificazione, raccolta da un testimone ai fatti. Scrive quindi don Lodrini:
Storia verificata nel giorno 27 Gennaio 1880, intorno alla estrazione del braccio di S. Benedetto dal Reliquiario d'argento antico per vendere l'argento per i bisogni della Chiesa (Cattedrale), narratami dal Rev. Sacerd. Aurelio Girelli fu Sagrestano del Duomo appena decesso.

Il braccio di S. Benedetto aveva la manica d'argento coi bottoni e tutto chiuso con sigillo dintorno e sotto, e non si vedea l'ossa del braccio, mentre gli altri bracci [cioè gli altri reliquiari a forma di braccio] avevano la loro fenestrella.

La fabbriceria del Duomo era composta dal Presidente Can. D. Emilio Tiboni, Luigi Fugini, Can. Noy D. Angelo. Questi volevano dal detto Rev. Girelli le reliquie [intendendo dire i reliquiari]. Esso rispose che senza uno scritto del Vescovo egli non dava reliquie. Gli risposero che il Vescovo aveva assentito: tuttavia esso non volle darle (ciò in maggio 1870). Dopo il Settembre 1870 il Girelli partiva dal Duomo. Allora [i componenti della fabbriceria] ebbero le reliquie e furono portate in casa del Sig. Luigi Fugini ove stettero per quasi un anno e più senza estrarle. Il Rev. Sac. D. Artemio Gorgonio (non so da chi autorizzato) estrasse tutte le reliquie e le collocò confusamente in una cassetta che fu deposta nel Vestiario dietro le SS. Croci, ma abbasso e in luogo umido. L'umidità fece scomporre la cassetta e le reliquie si trovarono ancor più confuse. Poi fatta la nuova cassetta vi furono poste coi sigilli del Vescovo ossia della Chiesa Bresciana.

Omisi di dire che oltre i 4 Bracci d'argento e l'altra, vi era anche una cassetta la quale fu rotta ed estratte le reliquie, e che unito al Braccio di S. Benedetto vi era un bell'anello Abbaziale, il quale non si vide più.

Il Vescovo Verzeri quando ciò si faceva era a Roma al Concilio Vaticano e quando seppe dal Card. Bartolini e dal Cittadino il vandalismo di quella preziosa reliquia di S. Benedetto non potè istruire un processo perchè tutti quelli che vi ebbero parte erano già morti, cioè il Tiboni, il Noy, il Fugini e il Gorgonio, e non potevano udirsi. Però sorvive ancora l'avv. Vaschini e [spazio bianco] e anche l'Economo spirituale ch'era in Duomo, il Can. Rossi D. Domenico, ma questi si scusano col dire che non furono interpellati. L'argento fu tutto rotto prima di darlo all'orefice Sig. Riva. Il Provicario Turla si scusa col dire di non aver saputo niente. Io che scrivo vidi alla Sagrestia del Duomo nuovo, sul banco dove si parano i canonici, a mezzodì della Sagrestia, tutti quegli argenti senza le loro reliquie, ma non sapea tutto il resto.

In fede Antonio Lodrini Sacerdote

Promemoria — Il Sig. Scalvini Luigi ai 28 ottobre 1878 mi disse che il braccio d'argento di S. Benedetto era tutto rotto, mancava di tutti gli smalti e ornamenti, che non avea altro pregio che l'antichità, che fu portato prima di (romperlo) anche da Zanardelli, ove sta il detto Sig. Scalvini, cesellatore di merito (fece la portella della custodia o tabernacolo del SS0, alla Chiesa grande di S. Maria delle Grazie), e il detto Zanardelli, pure intelligente e ottimo cristiano come il Scalvini, non trovò ragione di conservarlo per lo stato a cui era ridotto.

Sac. Antonio Lodrini»
(Don Antonio Lodrini da Guerrini, Lettera XVI, pp. 43-45, senza data.)
Alla fine di ottobre, don Lodrini pubblica sul Cittadino di Brescia un articolo interamente dedicato alla reliquia e allo scomparso reliquiario, portando così la vicenda all'attenzione dell'opinione pubblica e suscitando l'interesse anche del vescovo Verzeri. L'intervento, inserito all'interno di una rubrica di notizie storiche locali da lui curata, dà notizia del ritorno a Montecassino di una parte della reliquia bresciana e affronta con tono severo la questione della distruzione del braccio d'argento. Per questa presa di posizione, Lodrini riceve per iscritto l'apprezzamento di Quandel, pur preoccupato per una possibile reazione negativa da parte della Curia, e di don Bruzzoni, che da Praglia gli scrive:
(Don Claudio Buzzoni da Guerrini, Lettera XXIII, pp. 56-59, qui pp. 56-57, 16 novembre 1878.)
Risponde invece don Lodrini a Quandel:
(Don Antonio Lodrini da Guerrini, Lettera XXIV, p. 62, 25 novembre 1878.)
Un anno dopo don Lodrini, corrispondendo ancora con don Buzzoni, affronta un'ultima volta la questione del reliquiario distrutto, aggiungendo ulteriori dettagli a quelli già noti e riconducendo l'intera vicenda a un caso di sincera e inconsapevole ignoranza da parte di tutti i soggetti coinvolti, i quali non seppero riconoscere il valore storico del manufatto decretandone la distruzione. Nell'ambito di una lunga disamina critica sui documenti e sull'autenticità della reliquia di san Benedetto, egli scrive:
(Don Antonio Lodrini da Guerrini, Lettera XXXIX, pp. 95-105, qui p., 23 dicembre 1879.)

## Descrizione
Il reliquiario era in argento, probabilmente dorato e modellato in forma di braccio benedicente, tipologia diffusa nell'oreficeria altomedievale per contenere frammenti corporei di santi.
Dalle fonti si può ipotizzare che il reliquiario presentasse una lavorazione a sbalzo, tecnica molto comune nell'arte orafa longobarda, e fosse arricchito da dettagli incisi volti a delineare le forme anatomiche della mano e dell'avambraccio. È invece certo che fosse gemmato, per testimonianza diretta di Brunati che lo tratta nel 1854, dando alcuni riferimenti pur senza descriverlo in dettaglio. In particolare, Brunati conferma l'esistenza della inscriptum est in fundo: «Brachium Sancti Benedicti» menzionata nella ricognizione del 1475. Di seguito il testo integrale di Brunati:
BRACHIVM SCTI

BNDICTI

Longobardica dissero l'opera o l'arte di tal teca braciale argentea gemmata i Gagliardi nelle sue Adnotationes [...] e il Card. A. M. Quirini nella seconda delle sue Lettere all'Ab. Beda [...]. Onde se Longobardiche fossero veramente le Lettere quell'epigrafia e l'arte di tal teca se ne avrebbe un argomento invincibile a dire quella Reliquia colla sua teca venuta veramente a' tempi del re Desiderio ossia dopo l'anno 758.»
(Brunati, p. 233.)
Le dimensioni esatte del reliquiario non sono note, ma si può supporre che fossero tali da contenere l'intero avambraccio o una parte significativa di esso, secondo l'uso liturgico e devozionale dell'epoca.

## Il nuovo reliquiario

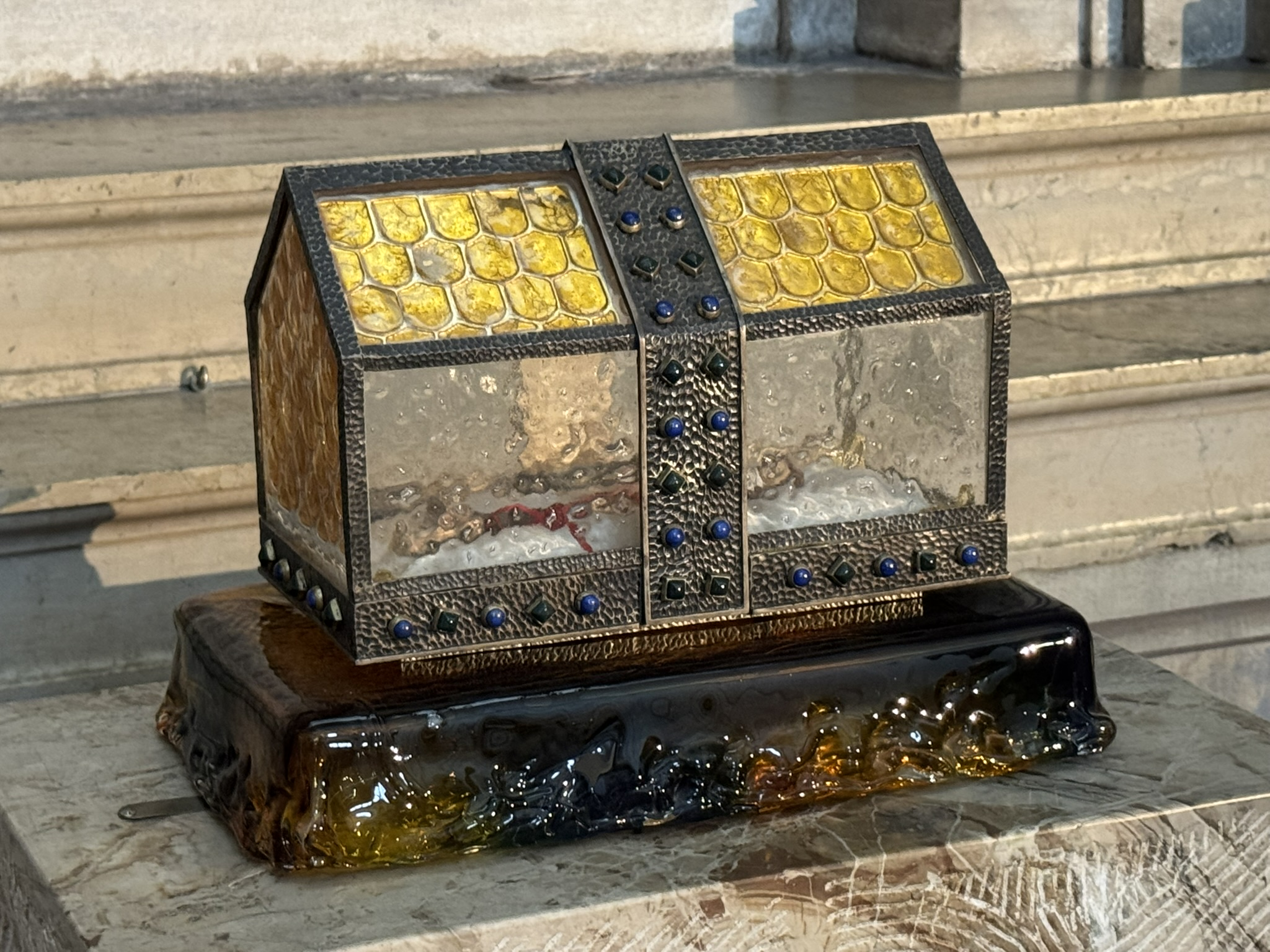
Il nuovo reliquiario (2005)

Nel 2005, per iniziativa della diocesi di Brescia, la reliquia è stata solennemente traslata nel Duomo nuovo e collocata in un reliquiario appositamente realizzato, opera dell'arch. Graziano Ferriani. La nuova custodia, una cassetta in vetro e metallo progettata per consentire l'esposizione permanente del frammento osseo, si trova di fronte all'arca di sant'Apollonio, su un piedistallo in pietra.
Il nuovo reliquiario è in metallo e vetro, a forma di cassetta coperta a due falde, una forma tradizionale dei reliquiari medievali. Un telaio metallico, martellinato e ornato da pietre blu e nere — rispettivamente tonde e quadrate — incornicia le superfici di vetro irregolare e ondulato, che assicurano trasparenza proteggendo al contempo la reliquia da uno sguardo diretto. Il vetro è trasparente sui lati lunghi, mentre assume una tonalità ocra sulle due falde superiori e sul lato sinistro, quest'ultimo decorato con un motivo a squame. Il fianco destro, anch'esso trasparente, presenta invece una montagna sormontata da una croce, simbolo dell'Ordine benedettino. La cassetta-reliquiario poggia su un ripiano in vetro lavorato a imitazione di un drappeggio, sfumato nei toni dell'ocra brunito. Tra il basamento e il reliquiario si interpone una sottile lastra in metallo martellato, che solleva leggermente la cassetta rispetto al piano d'appoggio.
Il reliquiario è esposto su un piedistallo in pietra multicolore, una breccia, alto circa un metro. La superficie, scabra e irregolare, presenta una lavorazione evidente, con solchi paralleli di andamento caotico, lineare e curvilineo, simili alle tracce lasciate dalla gradina durante la sbozzatura. È ulteriormente animata da leggere rientranze e fessure angolari. Sul lato frontale è incisa una croce. Alla base, un secondo blocco della stessa pietra, più liscio e leggermente più ampio, funge da supporto al piedistallo.

## Il reliquiario del braccio di san Faustino a Montecassino
Le fonti attestano che presso l'abbazia di Montecassino esisteva il reliquiario da considerarsi speculare a quello bresciano, cioè il reliquiario contenente la reliquia del braccio di san Faustino, che secondo la narrazione tradizionale era stata portata a Montecassino da Petronace. Il reliquiario era una teca argentea di fattura longobarda che viene così descritta:
(Gradenigo, p. 101)
Delle sorti di quest'opera dà notizia Giuseppe Quandel il quale, in una lettera a don Lodrini pubblicata nel carteggio di cui sopra, chiarisce:
(padre Giuseppe Quandel da Guerrini, Lettera XX, pp. 50-51, 28 ottobre 1878.)